# Batallón Santiago
El Batallón Santiago fue una unidad militar de infantería del Ejército de Chile creada el 6 de marzo de 1879 durante la crisis que llevaría posteriormente a la Guerra del Pacífico. Su contingente inicial según decreto era de 4 compañías. El objetivo era llenar las bajas que ocurriesen en otras unidades.: 50  Ya el 5 de abril se le contaba como regimiento con 1.200 plazas.: 56–57 

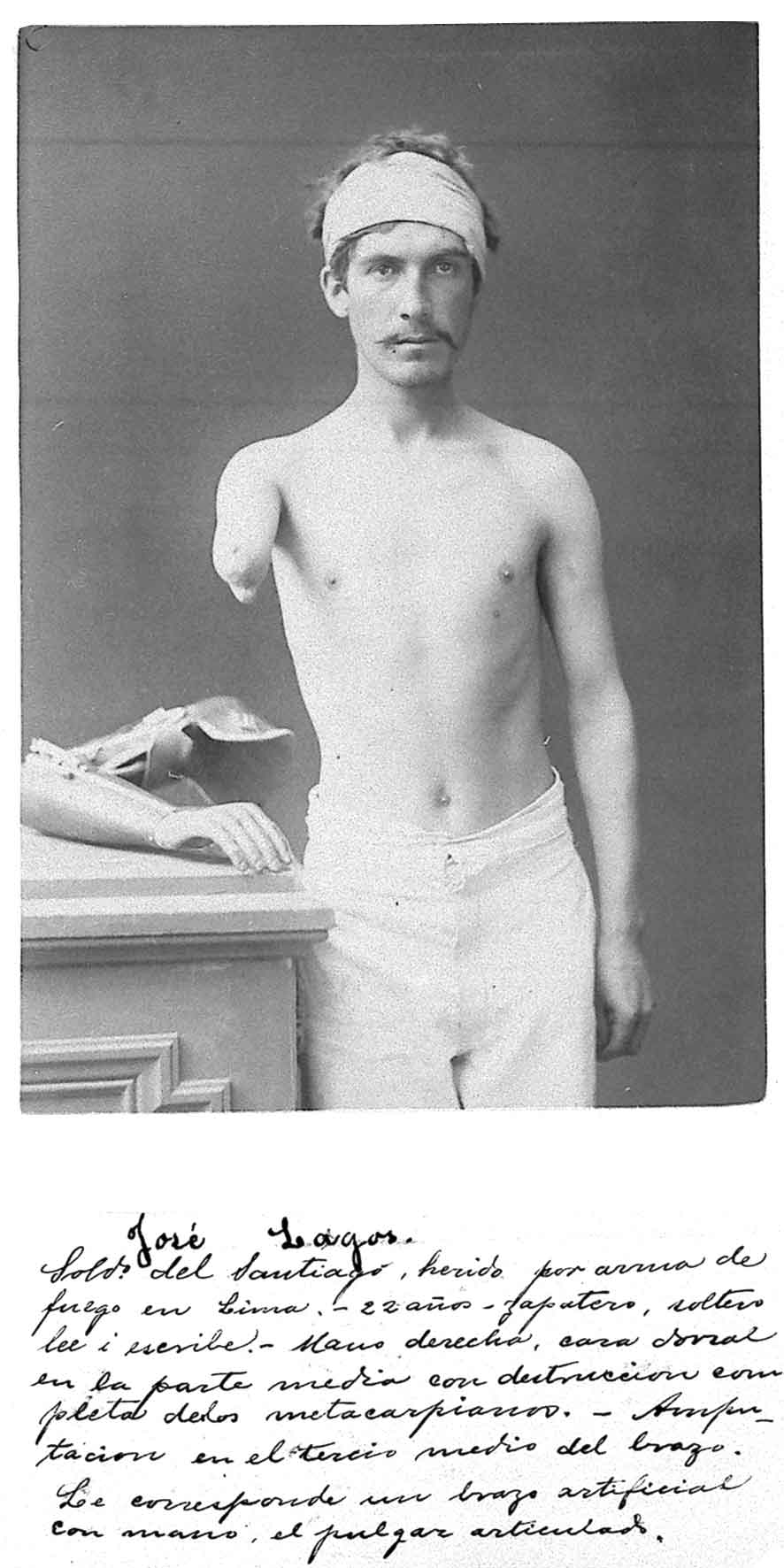
José Lagos, soldado del Regimiento Santiago, herido en las batallas de Lima, 22 años de edad.

Fue la única unidad de Línea creada hasta la ocupación de Lima en 1881; Por decreto supremo del 26 de octubre de 1881, tras la campaña de Lima, recibió el nombre de "5º de Línea". Durante la Guerra del Pacífico participó en la
- Campaña de Tarapacá (noviembre de 1879)
- Campaña de Tacna y Arica (febrero - junio de 1880)
- Campaña de Lima (noviembre de 1880 - enero de 1881)
- Segunda campaña al Departamento de Junín (abril - agosto de 1882)
- Campaña de Arequipa (octubre de 1883)